# Пекалів
Пекалів — село в Україні, у Бокіймівській сільській громаді Дубенського району Рівненської області. Населення становить 195 осіб.

## Географія
Село розташоване на лівому березі річки Ікви.

## Історія
У 1906 році село Млинівської волості Дубенського повіту Волинської губернії. Відстань від повітового міста 12 верст, від волості 3. Дворів 34, мешканців 189. За часів СРСР - хутір біля села Аршичин.
7 (20) листопада 1917 року, відповідно до Третього Універсалу Української Центральної Ради, увійшло до складу Української Народної Республіки.
До 2016 у складі Хорупанської сільської ради. Від 2016 у складі Бокіймівської сільської громади.
12 червня 2020 року, відповідно до розпорядження Кабінету Міністрів України № 722-р від «Про визначення адміністративних центрів та затвердження територій територіальних громад Рівненської області», увійшло до складу Бокіймівської сільської громади.
19 липня 2020 року, в результаті адміністративно-територіальної реформи та ліквідації Млинівського району, село увійшло до складу Дубенського району.

## Населення

### Мова
Розподіл населення за рідною мовою за даними перепису 2001 року:
| Мова       | Кількість | Відсоток |
| ---------- | --------- | -------- |
| українська | 242       | 99.18%   |
| російська  | 2         | 0.82%    |
| Усього     | 244       | 100%     |